# 奶油咖哩雞
奶油咖哩雞（羅馬化：murġa makkhanī [mʊɾɣ məkːʰniː]，意爲“雞肉黄油”）是一種印度的咖哩雞。本菜是由旁遮普廚師昆丹·拉爾·古吉拉爾（；）在1950年代的英屬印度德里所創。
奶油咖哩雞的做法包含將雞肉用酸奶和香料醃漬數小時，醃漬用香料可包含葛拉姆馬薩拉、薑、蒜、檸檬、萊姆、胡椒、芫荽粉、孜然粉、薑黃粉和辣椒等。
雞肉隨後可用馕坑窯烤（類似印度烤雞）或油煎，隨後加入由黃油、番茄、鮮奶油、洋蔥、孜然、阿魏、丁香、桂皮、芫荽、胡椒、胡芦巴葉和綠豆蔻所做成的咖哩中。偶爾也加入腰果以增加咖哩濃稠度。最後用少許芫荽、奶油、胡蘆巴葉和鮮奶油做裝飾。和米飯或烤餅、馕等一起吃。
此菜色為知名印度菜之一，已廣傳至許多印度移民的國家（如英國）。